# Eucalyptus cornuta
Eucalyptus cornuta ist eine Pflanzenart innerhalb der Familie der Myrtengewächse (Myrtaceae). Sie kommt im Südosten von South Australia sowie im Süden und Südwesten von Western Australia vor und wird dort „Yate“ genannt.

## Beschreibung

### Erscheinungsbild und Blatt
Eucalyptus cornuta wächst als Baum oder  wächst in der Wuchsform der Mallee-Eukalypten, dies ist eine Wuchsform, die mehr strauchförmig als baumförmig ist, es sind meist mehrere Stämme vorhanden, die einen Lignotuber ausbilden, der Wuchshöhen von 2 bis über 25 Meter erreicht. Die Borke ist rau und fasrig-stückig mit weißen Flecken oder streifig, rotbraun, grau oder schwarz. Öldrüsen gibt es im Mark der jungen Zweige, nicht aber in der Borke. Der Stammdurchmesser erreicht über 0,8 Meter, selten bis über 1,5 Meter.
Bei Eucalyptus cornuta liegt Heterophyllie vor. Die Laubblätter sind stets in Blattstiel und Blattspreite gegliedert. Die Blattstiele sind schmal abgeflacht oder kanalförmig. An mittelalten Exemplaren ist die Blattspreite elliptisch bis eiförmig, gerade, ganzrandig und matt grau-grün. Die auf Ober- und Unterseite gleichfarbig glänzend grünen Laubblätter an erwachsenen Exemplaren sind lanzettlich oder breit lanzettlich, gerade, relativ dick, verjüngen sich zur Spreitenbasis hin und besitzen ein stumpfes oberes Ende. Die erhabenen Seitennerven gehen in einem spitzen Winkel vom Mittelnerv ab. Die Keimblätter (Kotyledone) sind zweiteilig.

### Blütenstand und Blüte
Seitenständig an einem im Querschnitt breit abgeflachten Blütenstandsschaft stehen in einem einfachen Blütenstand mehr als elf Blüten zusammen. Die Blütenknospen sind schnabelförmig und nicht blaugrün bemehlt oder bereift. Die Kelchblätter bilden eine Calyptra, die früh abfällt. Die glatte Calyptra ist länglich-spitz oder schnabelförmig, dreimal so lang wie der glatte Blütenbecher (Hypanthium) und so breit wie dieser. Die Blüten sind weiß, cremeweiß oder gelbgrün. Die Blütezeit reicht in Western Australia von Januar bis Mai oder Juli bis November.

### Frucht
Die Frucht ist zylindrisch, halbkugelig oder glockenförmig. Der Diskus ist flach oder angehoben, die Fruchtfächer stehen heraus.

## Vorkommen
Das natürliche Verbreitungsgebiet von Eucalyptus cornuta liegt im Südwesten und von Western Australia sowie dem Südosten von South Australia, um Adelaide. In Western Australia tritt Eucalyptus cornuta in den selbständigen Verwaltungsbezirken Augusta-Margaret River, Busselton, Cranbrook, Denmark, Esperance, Gnowangerup, Jerramungup, Manjimup, Nannup und Plantagenet in den Regionen Goldfields-Esperance, Great Southern und South West auf.
Eucalyptus cornuta wächst auf Sand- und Lehmböden. Eucalyptus cornuta findet sich auf Granitaufschlüssen, in feuchten Tälern und in winterfeuchten Ebenen.

## Systematik
Die Erstbeschreibung von Eucalyptus cornuta erfolgte 1800 durch Jacques Julien Houtou de Labillardière in Relation du Voyage à la Recherche de la Pérouse, Volume 1, S. 402, Tafel 17. Ein Synonym für Eucalyptus cornuta Labill. ist Eucalyptus macrocera Turcz.
Natürliche Hybriden von Eucalyptus cornuta mit Eucalyptus lehmannii subsp. lehmannii, Eucalyptus lehmannii subsp. parallela, Eucalyptus angulosa  wurden gefunden.